# Zweckverband Mobilität Münsterland

Logo des ZVM

Lage des Verbandsgebiets in Nordrhein-Westfalen

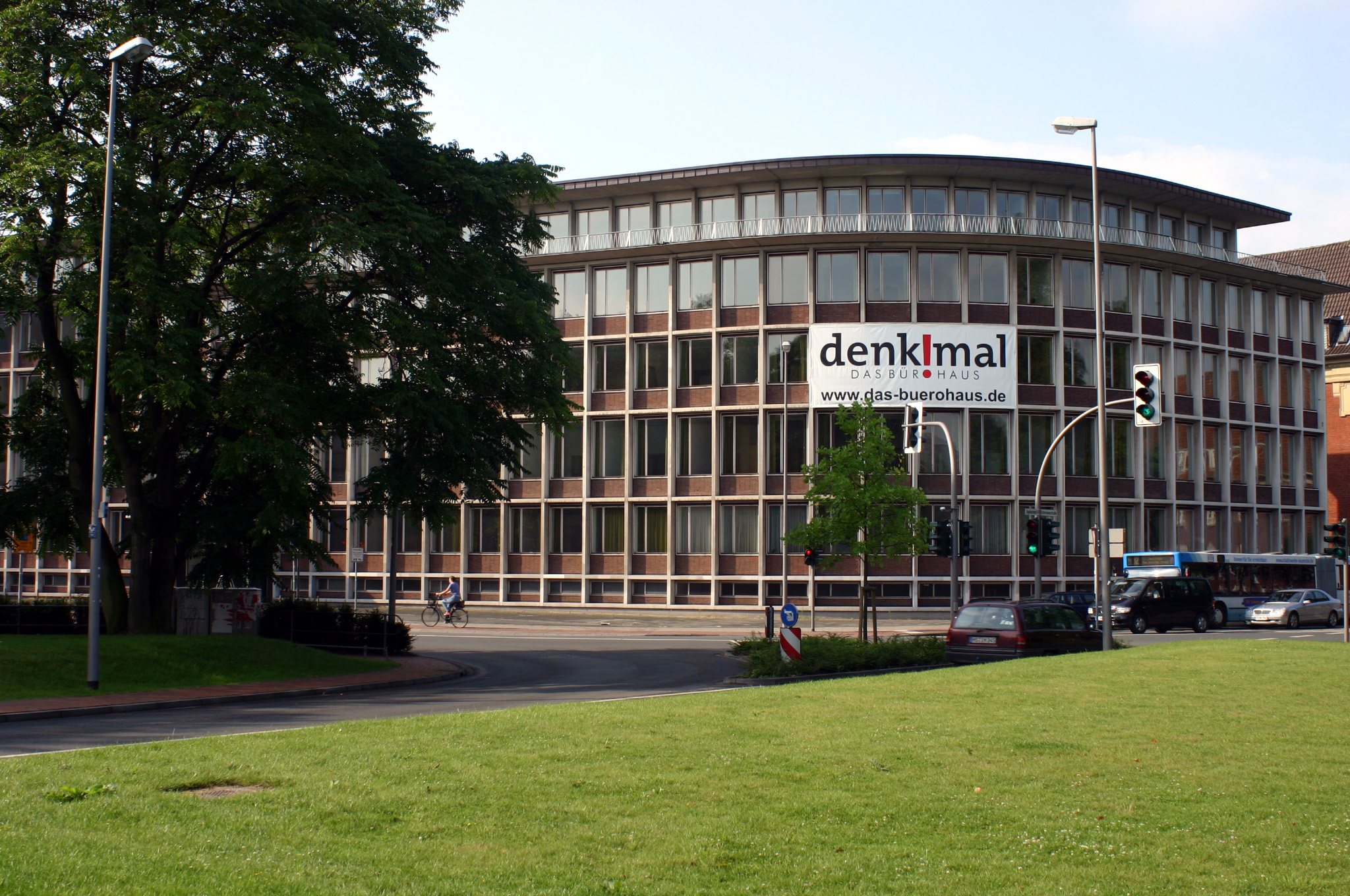
Geschäftsstelle des Zweckverbands im denkmalgeschützten ehemaligen Gebäude der Landwirtschaftskammer an der Schorlemerstraße in Münster.

Altes Logo des ZVM

Der Zweckverband Mobilität Münsterland (ZVM), vormals Zweckverband SPNV Münsterland, wurde aufgrund des Gesetzes über den öffentlichen Personennahverkehr in NRW (ÖPNVG NRW) vom 7. März 1995 in der Fassung vom 27. Januar 2004, durch das die zur Regionalisierung des öffentlichen Personennahverkehrs auf EU- und Bundesebene geschaffene Rechtsgrundlage ergänzt wird, am 10. Dezember 1995 als Gebietskörperschaft gegründet.

## Geschichte
Der Zweckverband ist ein Ergebnis der Bahnreform, die im Jahr 1994 eingeleitet wurde. Während die Aufgabenträgerschaft für den Straßenpersonennahverkehr (ÖSPV) den Kreisen und Kreisfreien Städten übertragen wurde, sind für die Wahrnehmung des SPNV in den Kooperationsräumen Zweckverbände gebildet worden. Für den Kooperationsraum 5 (Münsterland) haben die Kreise Borken, Coesfeld, Steinfurt und Warendorf sowie die kreisfreie Stadt Münster den Zweckverband SPNV Münsterland (ZVM) gebildet.
Erste Verbesserungen erzielte der ZVM durch einen konsequenten Taktverkehr, die Aufhebung der „Wochenendruhe“ und die Ausweitung des Angebots auf Samstage und Sonntage. Ein großer Erfolg des Zweckverbandes war auch die Einführung eines verbundweiten Gemeinschaftstarifs für Bus und Bahn zum 28. Mai 2000. Bereits in den ersten Jahren seines Bestehens hat sich der ZVM mit der Reaktivierung von Bahnstrecken beschäftigt. Eine wichtige Maßnahme war die grenzüberschreitende Wiederaufnahme des SPNV zwischen Gronau und Enschede im Jahr 2001 als erste Reaktivierung. Nach langen Planungs- und Entscheidungsprozessen steht die Reaktivierung der WLE-Strecke Sendenhorst – Münster unmittelbar bevor. Derzeit laufen die Planungen für die Reaktivierung der Tecklenburger Nordbahn zwischen Recke und Osnabrück.
Seit dem zum 1. Januar 2008 in Kraft getretenen ÖPNV-Gesetz für NRW ist der ZVM neben dem ZRL, NPH, VVOWL und dem ZWS ist Mitglied im Dachverband Zweckverband Nahverkehr Westfalen-Lippe (NWL). Ziel dieser Gesetzneufassung war u. a., die bisher neun Verkehrsräume des Landes zu drei Nahverkehrs-Organisationen zusammenzuführen: Rhein-Ruhr, Westfalen-Lippe und Rheinland. Seitdem obliegt die Verantwortung für den SPNV dem NWL. Anfänglich übernahm der ZVM als Mitgliedszweckverband bis Ende des Jahres 2020 Aufgaben des SPNV im dezentralen Organisationsmodell, bevor sie dann vollständig auf den NWL übertragen wurden. Als einer der fünf Mitgliedsverbände des NWL entsendet der ZVM elf Vertreter aus der eigenen Verbandsversammlung in die Verbandsversammlung des NWL.
Seit 2012 übernimmt der ZVM mit dem Fachbereich Bus auch Aufgaben des straßengebundenen ÖPNV im Rahmen der Einnahmeaufteilung und Qualitätssicherung für die Kreise Borken, Coesfeld und Warendorf, ab 2022 auch für den Kreis Steinfurt. Darüber hinaus kann der ZVM durch Beschluss der Verbandsversammlung weitere Aufgaben des straßengebundenen ÖPNV übernehmen, soweit ihm diese von den Aufgabenträgern übertragen werden. Der ZVM kann durch Beschluss der Verbandsversammlung weitere Aufgaben, insbesondere in den den ÖPNV ergänzenden Bereichen (z. B. innovative Verkehrskonzepte, vernetzte Mobilität, übergreifende Buchungssysteme etc.) übernehmen, soweit ihm diese Aufgaben von den Aufgabenträgern durch Auftrag oder Delegation übertragen werden.
Im März 2020 wurde durch die ZVM Verbandsversammlung beschlossen den Zweckverband unter dem neuen Namen Zweckverband Mobilität Münsterland zum zentralen, koordinierenden Akteur für Mobilität im Münsterland zu entwickeln.

## Organisation
Organe sind die Verbandsversammlung als politisches Gremium und der Verbandsvorsteher. Die Verbandsversammlung des Zweckverbandes Mobilität Münsterland ist das zentrale Entscheidungsgremium, das sich aus Vertretern der Verbandsmitglieder zusammensetzt. Sie trifft die grundsätzlichen Entscheidungen über alle Angelegenheiten des Zweckverbandes nach Maßgabe der Satzung und entsendet Vertreter in die Verbandsversammlung des NWL. Die Verbandsversammlung des ZVM wählt aus dem Kreis der Hauptverwaltungsbeamten der Verbandsmitglieder den Verbandsvorsteher sowie zwei Stellvertreter. Der Verbandsvorsteher führt die Geschäfte des Zweckverbandes nach Maßgabe der Satzung, der Beschlüsse und der Gesetze und bedient sich zur Erledigung dieser Aufgaben einer Geschäftsstelle. Verbandsvorsteher ist derzeit Carsten Rehers, hauptamtlicher Bau- und Umweltdezernent des Kreises Steinfurt (Stand: Februar 2024).

## Finanzierung und Aufgaben
Die Finanzierung des Zweckverbandes erfolgt durch die jährliche Pauschalzuweisung des NWL sowie durch weitere Zuweisungen. Zur Deckung des Finanzbedarfs kann der Zweckverband von den Verbandsmitgliedern eine allgemeine Umlage erheben, deren Höhe sich nach einem Schlüssel richtet, der das Verhältnis der Einwohnerzahlen in den Gebieten der Verbandsmitglieder berücksichtigt.
Als Mitglied des NWL wirkt der ZVM aktiv an wichtigen Entscheidungen zur Planung, Organisation und Ausgestaltung des Schienenpersonennahverkehrs in Westfalen mit. In enger Zusammenarbeit mit dem NWL verfolgt der ZVM das Ziel, die Fahrgastzahlen und die Attraktivität des ÖPNV kontinuierlich zu steigern. Dies geschieht durch eine koordinierte Planung und Ausgestaltung des Leistungsangebots, die Einführung nutzerfreundlicher Tarife sowie die Bereitstellung digitaler Fahrgastinformationstechnik. Der ZVM unterstützt den NWL zudem bei der Bildung eines einheitlichen Gemeinschaftstarifs und kooperativer Tarife, um ein koordiniertes Verkehrsangebot zu gewährleisten und einheitliche Qualitätsstandards zu etablieren. Durch diese Maßnahmen strebt der ZVM eine verbesserte Integration des ÖPNV mit dem motorisierten und nicht motorisierten Individualverkehr sowie mit multimodalen Mobilitätsangeboten im Sinne des ÖPNVG NRW an.
Der Zweckverband Nahverkehr Westfalen-Lippe (NWL) hat bei seiner Verbandsversammlung im Oktober 2011 die Grundlage für eine Harmonisierung bzw. Zusammenführung der fünf bestehenden Tarifverbünde in Westfalen-Lippe geschaffen. Die Weiterentwicklung der Tarife liegt damit beim NWL. 2017 wurde eine Verbundgesellschaft (Westfalentarif GmbH) mit Sitz in Bielefeld gegründet.

## Projekte
Der ZVM hat die Aufgabe, Mobilitätsstrategien und -angebote im Münsterland zu entwickeln, zu fördern und zu koordinieren, um die Attraktivität des ÖPNV zu steigern. Dabei spielen auch neue, zukunftsweisende Themen und Ideen eine wichtige Rolle. Um diese Aufgaben zu strukturieren und die Umsetzung organisieren zu können, arbeitet der ZVM nach einem Arbeitsplan. Er enthält die laufenden und geplanten Projekte sowie die einzelnen Arbeitsschritte und sieht insbesondere folgende Positionen vor (Stand: Mai 2023):
- Entwicklung einer Handlungsstrategie für die zukünftige Mobilität im Münsterland: Hierzu gehört die Weiterentwicklung und Abstimmung von Zielen, Strategien und Konzepten zur Ausgestaltung und Förderung der Mobilität im Münsterland sowie die Erarbeitung eines Masterplans für die Mobilität im Münsterland.
- Projekte im Mobilitätsmanagement: Der ZVM beteiligt sich an verschiedenen Projekten im Bereich des Mobilitätsmanagements, darunter die Mitwirkung bei der Konzeptionierung, Abstimmung und Umsetzung der S-Bahn Münsterland, die Weiterentwicklung der Starken Achsen im Münsterland, und die Digitalisierung zur besseren Information, Vernetzung und Verkehrssteuerung.
- Verknüpfung von Mobilitätsangeboten: Ein Schwerpunkt liegt auf der Verknüpfung verschiedener Mobilitätsangebote, einschließlich der Beratung und Unterstützung bei der Umsetzung von Mobilstationen, der intermodalen Vernetzung von Rad-, Bus-, Pkw- und Sharing-Angeboten sowie der Implementierung eines zentralen Radschließsystems im Münsterland.
- Informations- und Imageoffensive Münsterland: Der ZVM engagiert sich in Projekten zur Kommunikation und Medienarbeit sowie im Beschwerdemanagement und der Weiterentwicklung der Kommunikationsstrategie und -inhalte des ZVM, um das Image und die Bekanntheit des Münsterlands im Bereich der Mobilität zu stärken.
- Förderung innovativer Systeme: Der ZVM fördert innovative Mobilitätskonzepte wie automatisiertes und autonomes Fahren, On-Demand-Verkehre, Car- und Bike-Sharing-Konzepte sowie alternative Antriebe. Auch der Ausbau von WLAN an Bahnhöfen und die Förderung der Barrierefreiheit im ÖPNV gehören zu den Projekten des ZVM.